# Campamento (Honduras)
Pour les articles homonymes, voir Campamento.
Campamento est une municipalité du Honduras, située dans le département d'Olancho. La municipalité comprend 10 villages et 74 hameaux. Elle est fondée en 1835.

## Crédit d'auteurs
- (en) Cet article est partiellement ou en totalité issu de l’article de Wikipédia en anglais intitulé « Campamento, Honduras » (voir la liste des auteurs).